# Arne Paabøl Andersen
Arne Paabøl Andersen er en dansk advokat (H) og bestyrelsesformand.
Arne Paabøl Andersen blev i 1973 beskikket advokat og fik i 1978 møderet for Højesteret. Han driver i dag egen advokatvirksomhed i Esbjerg, og er desuden bestyrelsesformand for landets næststørste mediekoncern, JFM, samt Den Sydvestjydske Venstrepresse. Desuden sidder han i bestyrelsen for Alice & Tage Sørensen Fond, Fonden Nymindegab-malerne, Gråkjær Lund Holding, Rescand og Nygaard Latex. I rollen som bestyrelsesformand for JFM har han stået i spidsen for den omfattende fusionsproces af Jyske Medier, Syddanske Medier og Fynske Medier samt opkøbet af Midtjyske Medier.